# Cicindela albissima
Cicindela albissima är en skalbaggsart som beskrevs av Rumpp 1962. Cicindela albissima ingår i släktet Cicindela och familjen jordlöpare. Inga underarter finns listade i Catalogue of Life.

## Bildgalleri

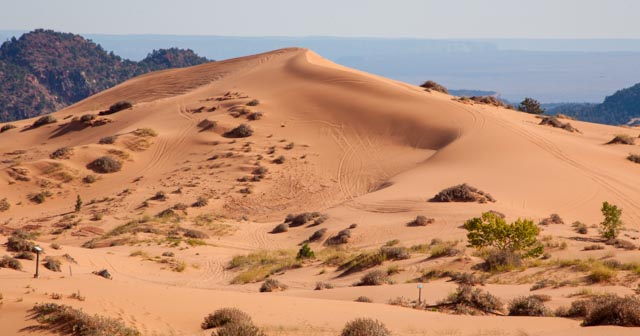